# Opisthograptis albescens
Opisthograptis albescens là một loài bướm đêm trong họ Geometridae.